# پری‌شاهرخ‌ها
پری‌شاهرخ‌ها (نام علمی: Oriolus) سرده‌ای از تیره پری‌شاهرخان هستند که شامل ۲۷ گونه پرندگان ساکن بر قدیم می‌شوند.

## طبقه بندی گونه‌ها
رابطه فیلوژنتیک گونه‌های این سرده از پرندگان به خوبی شناخته شده است.
کلاد I
- پری‌شاهرخ سبز، Oriolus flavocinctus
- پری‌شاهرخ زیتونی قهوه‌ای، Oriolus melanotis
- پری‌شاهرخ قهوه‌ای، Oriolus szalayi
- پری‌شاهرخ پشت‌قهوه‌ای یا پری‌شاهرخ شکم سفید، Oriolus sagittattus
- پری‌شاهرخ قهوه‌ای تاریک، Oriolus phaeochromus
- پری‌شاهرخ طوق‌خاکستری، Oriolus forsteni
- پری‌شاهرخ گوش‌سیاه، Oriolus bouroensis
- پری‌شاهرخ تانیمبار، Oriolus decipiens

کلاد II
- پری‌شاهرخ غربی،  Oriolus brachyrhynchus
- پری‌شاهرخ سائو تمه،  Oriolus crassirostris
- پری‌شاهرخ سرسبز، Oriolus chlorocephalus

کلاد III
- پری‌شاهرخ بال‌سیاه، Oriolus nigripennis
- پری‌شاهرخ دم‌سیاه، Oriolus percivali
- پری‌شاهرخ سرسیاه، Oriolus larvatus
- پری‌شاهرخ اتیوپی،  Oriolus monacha

کلاد IV
- پری‌شاهرخ چینی، Oriolus chinensis
- پری‌شاهرخ نوک‌باریک، Oriolus tenuirostris
- پری‌شاهرخ معمولی یا پری‌شاهرخ طلایی اوراسیایی، Oriolus oriolus
- پری‌شاهرخ طلایی هندی، Oriolus kundoo
- پری‌شاهرخ طلایی آفریقایی، Oriolus auratus

کلاد V
- پری‌شاهرخ خونین، Oriolus cruentus
- پری‌شاهرخ سیاه، Oriolus hosii
- پری‌شاهرخ شاه‌بلوطی، Oriolus traillii
- پری‌شاهرخ نقره‌ای، Oriolus mellianus

کلاد VI
- پری‌شاهرخ گلو سیاه، Oriolus xanthonotus
- پری‌شاهرخ فیلیپپین، Oriolus steerii
- پری‌شاهرخ سر سفید، Oriolus albiloris
- پری‌شاهرخ ایزابلا، Oriolus isabellae

گونه‌های مجزا
- پری‌شاهرخ سیاه‌پوش، Oriolus xanthornus